# Lella Lombardi
Maria Grazia „Lella” Lombardi (ur. 26 marca 1941 roku we Frugarolo; zm. 3 marca 1992 roku w Mediolanie) – włoska zawodniczka startująca w wyścigach samochodowych.
Jedyna kobieta, która zdobyła punkty w Mistrzostwach Świata Formuły 1.

## Życiorys
Na początku kariery startowała w lokalnych zawodach Formuły 3 i Formuły Ford, by w 1974 roku zająć czwarte miejsce w Mistrzostwach Formuły 5000. W tym samym roku próbowała – bez powodzenia – zakwalifikować się do Grand Prix Wielkiej Brytanii.
Wkrótce poznała włoskiego arystokratę i producenta kawy, Vittorio Zanona, który sfinansował pełny sezon startów w Formule 1 w 1975 roku. Lombardi używała w nim byłego samochodu Vittorio Brambilli, Marcha 751, natomiast sponsorem była firma Zanona – Lavazza.
W swoim drugim starcie, podczas Grand Prix Hiszpanii na torze ulicznym w parku Montjuïc zajęła szóste miejsce, zdobywając pół punktu do klasyfikacji generalnej. Wyścig został przerwany po 29. okrążeniach z powodu wypadku Rolfa Stommelena, w którym zginęło czterech kibiców.
W dalszej części sezonu jej najlepszym wynikiem było siódme miejsce w Grand Prix Niemiec. W klasyfikacji generalnej sezonu zajęła 21. miejsce.
Sezon 1976 ponownie rozpoczęła za kierownicą Marcha, lecz już po pierwszym wyścigu została zastąpiona przez Ronnie Petersona. Później zaliczyła jeszcze trzy starty w prywatnym zespole RAM Racing, ale zakwalifikowała się tylko do Grand Prix Austrii, w którym zajęła dwunaste miejsce. Był to jej ostatni występ w Formule 1 (łącznie w latach 1974–1976 zaliczyła ich dwanaście; najwięcej spośród wszystkich kobiet startujących w F1).
W dalszych latach kariery startowała w wyścigach samochodów sportowych i turystycznych. W 1977 roku wzięła nawet udział w wyścigu NASCAR na torze Daytona; z kolei w 1984 roku została pierwszą kobietą, startującą w cyklu DTM.
Oprócz kilku mniejszych zwycięstw (Ignazio Giunti Trophy 1979, Ore di Mugello 1981), jej największym sukcesem było drugie miejsce w rundzie Mistrzostw Świata Samochodów Sportowych, 1000 km Monza w 1981 roku, gdzie partnerowała Giorgio Francii w prototypie Osella-BMW.
Pod koniec lat 80. zdiagnozowano u niej raka, co zakończyło karierę sportową i doprowadziło do śmierci w wieku zaledwie 50 lat.